# Euxoa pseudoberliozi
Euxoa pseudoberliozi är en fjärilsart som beskrevs av Rouget och François Louis Nompar de Caumont de Laporte 1983. Euxoa pseudoberliozi ingår i släktet Euxoa och familjen nattflyn. Inga underarter finns listade i Catalogue of Life.